# Tepistsqali
Tepistsqali (georgiska: ტეფისწყალი) är ett vattendrag i Georgien. Det ligger i den nordöstra delen av landet, 110 km norr om huvudstaden Tbilisi. Tepistsqali mynnar som vänsterbiflod i Terek.